# Санфлауэр (округ)
Округ Санфлауэр (англ. Sunflower County) — округ штата Миссисипи, США. Население округа на 2000 год составляло 34369 человек. Административный центр округа — город Индианола.

## История
Округ Санфлауэр основан в 1844 году.

## География
Округ занимает площадь 1797.5 км2.

## Демография
Согласно переписи населения 2000 года, в округе Санфлауэр проживало 34369 человек (данные Бюро переписи населения США). Плотность населения составляла 19.1 человек на квадратный километр.